# Halloween 3
Halloween 3 nebo také Halloween III: Season of the Witch je americký sci-fi horor z roku 1982. Snímek režíroval Tommy Lee Wallace. Jedná se o jediný díl ze série, jehož děj tentokrát nepojednává o psychopatickém vrahovi Michaelu Myersovi, který se objevil ve dvou předchozích a ve všech následujících dílech.

## Děj
Je 10 dní před Halloweenem a děti se nemohou dočkat 31. října, který se blíží. V televizích se promítají reklamy na halloweenové masky a děti si je už teď nemohou nechat ujít. Taktéž dr. Dan Challis, který má v nemocnici případ muže, který ho varuje slovy ,,jdou nás zabít!". O pár hodin později pacientovi někdo rozdrtí lebku a když je vrah téměř chycen, podpálí se a exploduje v autě. Dcera pacienta Ellie chce tedy pátrat po tom, kde byl její otec před dvěma dny. Ví pouze, že měl obchodní schůzku někde ve městě Santa Mira, kde je největší továrna na výrobu halloweenových masek. Vše tam patří irskému obchodníkovi Conalu o'Cochranovi, který bude hned po příjezdu Dana a Ellie podezřelý. Následně prezentuje Conal Danovi a Ellie a jiné rodině, jak se masky v jeho továrně vyrábějí. Když je Dan pak chycen a provázen Conalem po jeho továrně, ukazuje mu Conal, jakou skutečnost skrývá při výrobě jeho masek. Ukáže mu vraždící pokus za pomocí jedné z jeho masek, což později bude Conal chtít provést na Danovi.
Životy několika milionů lidí jsou teď v rukou Dana, který továrnu musí zničit a stáhnout reklamy z televizních kanálů dřív, než uplyne devátá hodina večer, kdy bude začínat halloweenová show pro děti s Conalovými maskami.